# Неделя Ломбардии
Неделя Ломбардии (итал. Settimana Ciclistica Lombarda) — шоссейная многодневная велогонка по дорогам итальянского региона Ломбардия.
Впервые проведена в 1970 году. В 2005 году вошла в календарь UCI Europe Tour с категорией 2.2, в 2007 году категория была повышена до 2.1. До 2010 года проводилась в начале апреля, в 2011 году — в середине августа. В 2012 году гонка не состоялась из-за проблем с финансированием<. В 2013 году проведение возобновилось, но уже в сентябре. С 2014 года больше не проводится.

## Победители
- 1970:  Джулиано Маркуцци
- 1971:  Рудольф Лабус
- 1972:  Фаусто Бертольо
- 1973:  Иржи Майнус
- 1974:  Станислас Шозда
- 1975:  Валерий Чаплыгин
- 1976:  Витторио Альджери
- 1977:  Януш Бенек
- 1978:  Алессандро Поцци
- 1979:  Альберто Минетти
- 1980:  Чеслав Ланг
- 1981:  Алессандро Федриго
- 1982:  Владимир Козарек
- 1983:  Андрей Середюк
- 1984:  Флавио Джуппони
- 1985:  Юрий Каширин
- 1986:  Зенон Яскула
- 1987:  Владимир Пульников
- 1989:  Иван Иванов
- 1990:  Николай Головатенко
- 1991:  Лэнс Армстронг
- 1992:  Павел Тонков
- 1993:  Энрико Дзаина
- 1994:  Владимир Белли
- 1995:  Массимилиано Лелли
- 1996:  Павел Тонков (2)
- 1997:  Эмануэле Лупи
- 1998:  Павел Тонков (3)
- 1999:  Раймондас Румшас
- 2000:  Сергей Гончар
- 2001:  Сергей Гончар (2)
- 2002:  Тадей Вальявец
- 2003:  Хулио Альберто Перес
- 2004:  Микеле Скарпони
- 2005:  Риккардо Рокко
- 2006:  Роберт Гесинк
- 2007:  Александр Ефимкин
- 2008:  Данило Ди Лука
- 2009:  Даниэле Пьертополли
- 2010:  Микеле Скарпони
- 2011:  Тибо Пино
- 2013:  Патрик Синкевиц